# ギルマ・ウォルドギオルギス
ギルマ・ウォルドギオルギス・ルチャ（アムハラ語: ግርማ ወልደ ጊዮርጊስ, ラテン文字転写: Girma Wolde-Giyorgis Lucha、1924年12月8日 - 2018年12月15日）は、エチオピアの政治家。2001年から2013年までエチオピア連邦民主共和国の第2代大統領を務めた。キリスト教徒。 エチオピア人民革命民主戦線（EPRDF）所属。

## 経歴
帝政時代の1941年に下院議員、1961年に下院議長に就任した。帝政崩壊後の軍事政権にも関わっていた。後に職責を罷免されるが、メレス・ゼナウィによるエチオピア連邦民主共和国が成立すると、再び下院議員に選出された。ネガソ・ギダダ大統領の任期満了に伴い、2001年10月8日に大統領に就任し2013年まで務めた。2018年12月15日に94歳で死去。